# Surängssjön
Surängssjön är en sjö i Hudiksvalls kommun i Hälsingland och ingår i Delångersåns huvudavrinningsområde. Sjön är 9 meter djup, har en yta på 0,0838 kvadratkilometer och befinner sig 139,7 meter över havet.

## Delavrinningsområde
Surängssjön ingår i det delavrinningsområde (686143-153154) som SMHI kallar för Mynnar i Lumpån. Medelhöjden är 161 meter över havet och ytan är 2,72 kvadratkilometer. Det finns inga avrinningsområden uppströms utan avrinningsområdet är högsta punkten. Vattendraget som avvattnar avrinningsområdet har biflödesordning 3, vilket innebär att vattnet flödar genom totalt 3 vattendrag innan det når havet efter 65 kilometer. Avrinningsområdet består mestadels av skog (86 procent). Avrinningsområdet har 0,08 kvadratkilometer vattenytor vilket ger det en sjöprocent på 3 procent.